# Jaguar Mark V
Jaguar Mark V — люкс-автомобіль британської компанії Jaguar 1948–1951 років. Випускався на заміну моделі Mark IV. Випускались дві модифікації з 6-циліндровими моторами об'ємом 2663 см³ потужністю 102 к.с. та 3485 см³ потужністю 125 к.с.
Виготовлено 10.466 машин.
- 2½ л седан 1647
- 2½ купе 28
- 3½ седан 7814
- 3½ купе 977

## Галерея

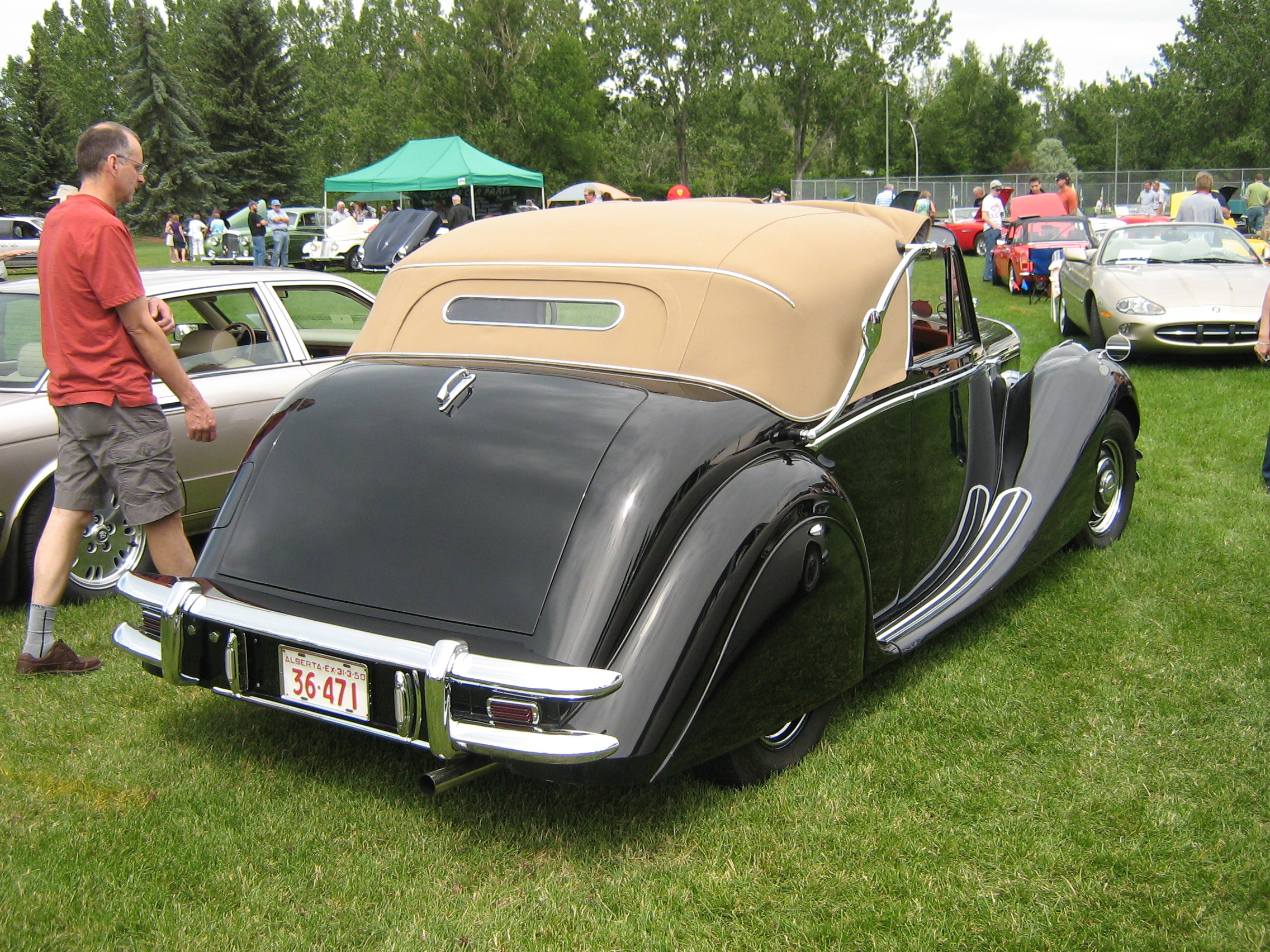
Багажне відділення. 1949
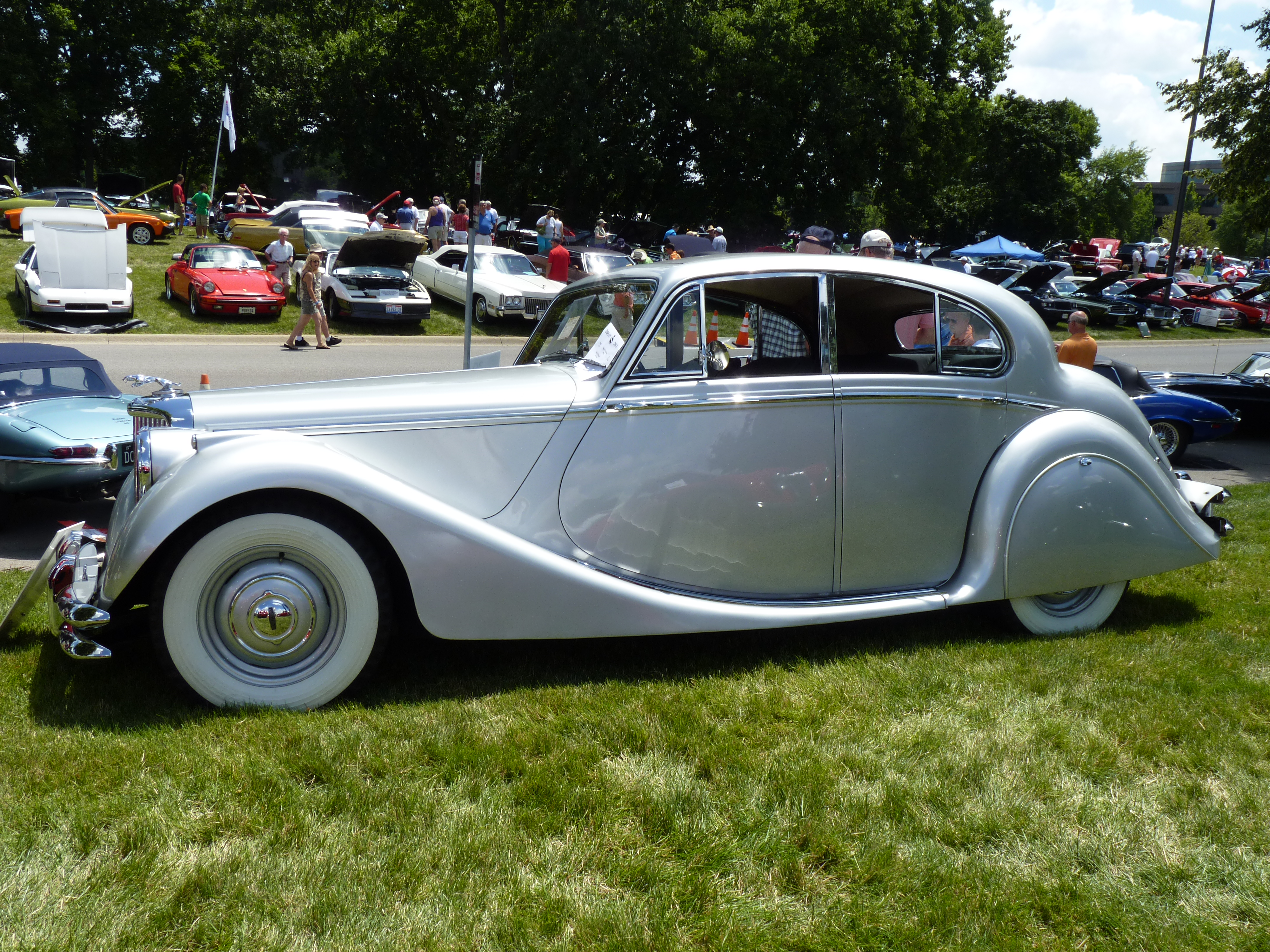
Jaguar Mark V. Седан. 1950
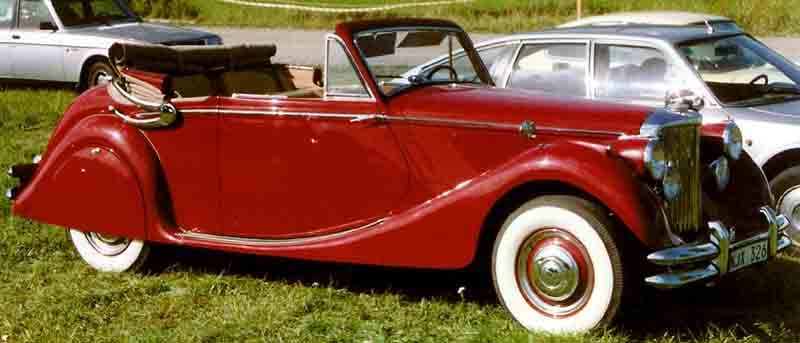
Jaguar Mark V. Кабріолет. 1950
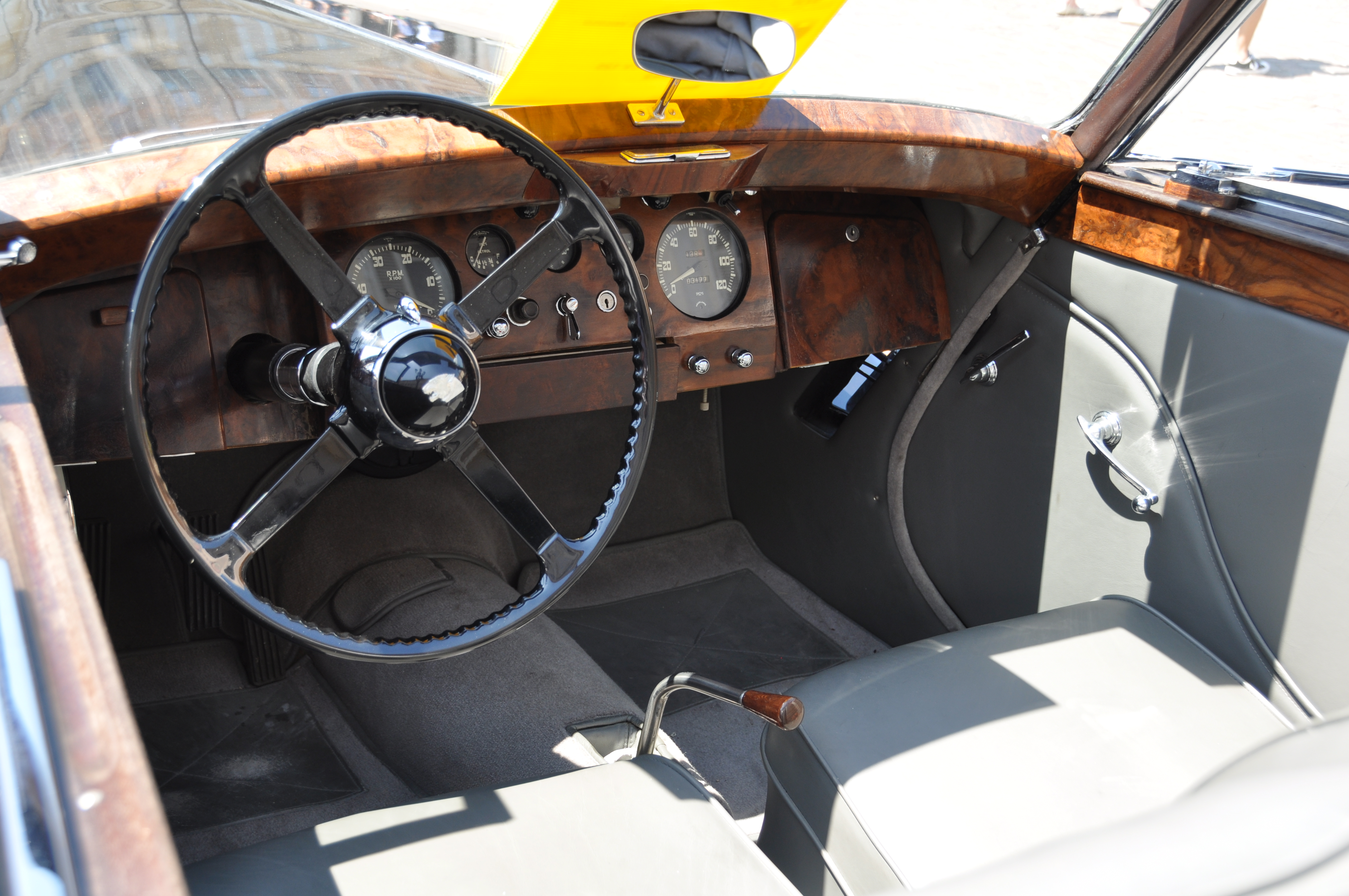
Jaguar Mark V. Панель приладів
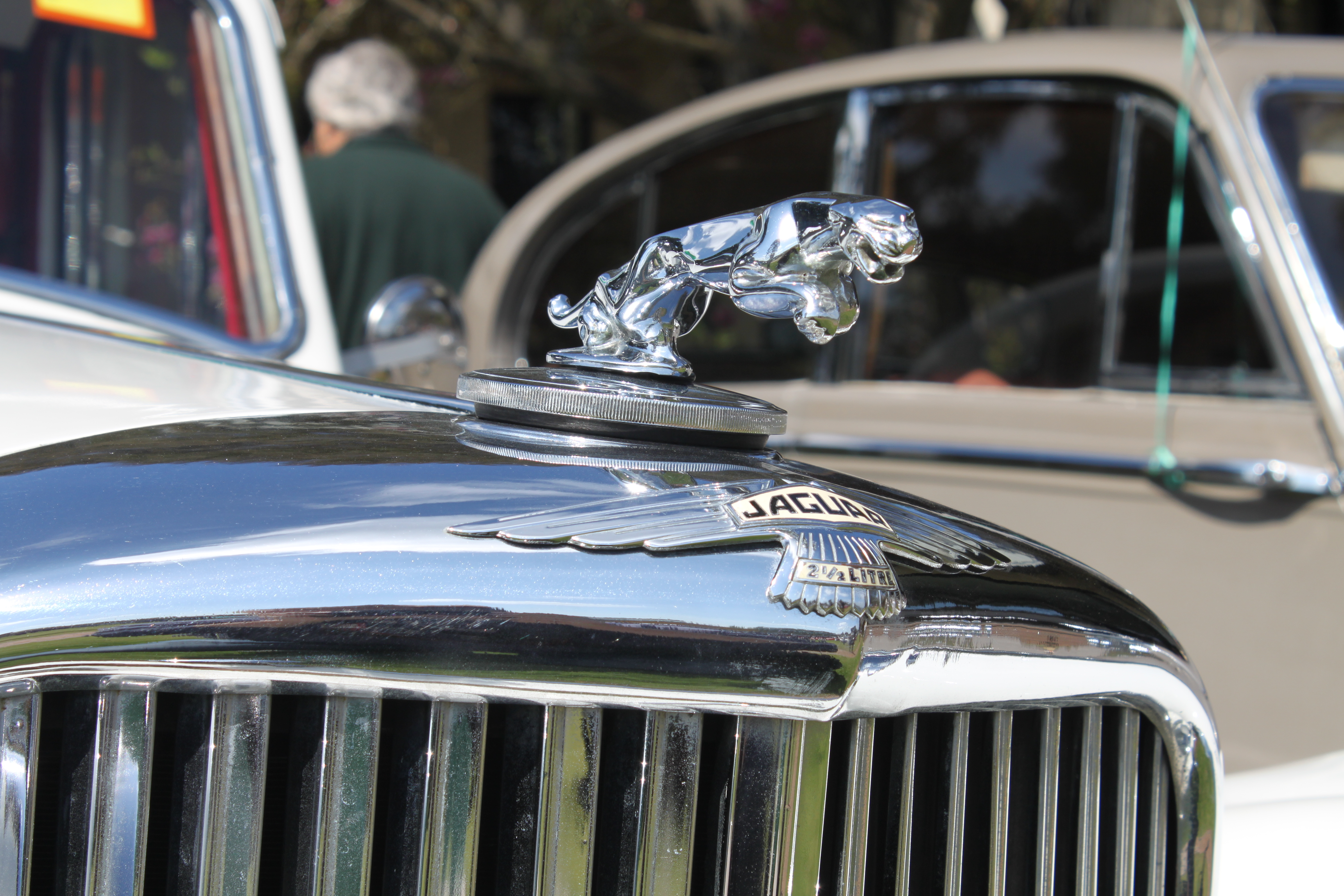
Декор радіатора